# علاقات سريلانكا الخارجية

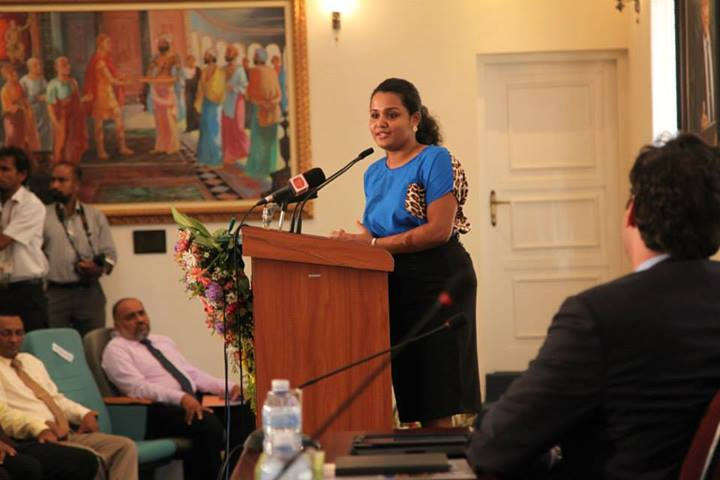
امراة سيرلانكية تتحدث مقالا على الميكروفون.

تشير العلاقات الخارجية لسريلانكا إلى العلاقات الدبلوماسية والتجارية بين سريلانكا والبلدان الأخرى. شددت سري لانكا على مبدأ الصداقة تجاه الجميع، والعداء تجاه لا شيء في دبلوماسيتها. تتبع سريلانكا تقليديًا سياسة خارجية غير متحيزة ولا تنحاز إلى جانب القوى الكبرى.
منذ نهاية الحرب الباردة ، أقامت البلاد علاقات أفضل مع جميع القوى الكبرى وتسعى إلى تعزيز علاقاتها الدبلوماسية والاقتصادية والعسكرية مع الهند وبنغلاديش وروسيا والولايات المتحدة والصين وباكستان واليابان وماليزيا وكوريا الجنوبية والإتحاد الأوربي. كما أقامت سريلانكا علاقات وثيقة مع الدول الأعضاء في رابطة دول جنوب شرق آسيا (آسيان) والاتحاد الأفريقي وجامعة الدول العربية.
تشارك سري لانكا في الدبلوماسية متعددة الأطراف، وخاصة في الأمم المتحدة ، حيث تسعى إلى تعزيز السيادة والاستقلال والتنمية في العالم النامي. كانت سري لانكا عضوًا مؤسسًا حركة عدم الانحياز. كما أنها عضو في كومنولث الأمم ورابطة جنوب آسيا للتعاون الإقليمي (سارك) والبنك الدولي وصندوق النقد الدولي وبنك التنمية الآسيوي وخطة كولومبو. تواصل سريلانكا مشاركتها النشطة في حركة عدم الانحياز، مع التشديد أيضًا على الأهمية التي توليها للإقليمية من خلال لعب دور قوي في الرابطة.

## التاريخ
تهدف السياسة الخارجية لسريلانكا إلى الحفاظ على سريلانكا قوية ومستقلة وقوية وموحدة ؛ تؤكد مؤسسة السياسة الخارجية السريلانكية ذلك في تحقيق هذا الهدف.
تأسست السياسة الخارجية لسريلانكا من أجل المصلحة الوطنية. في فترة التغيير السريع والمستمر، السياسة الخارجية قادرة على الاستجابة على النحو الأمثل للتحديات والفرص الجديدة. يجب أن تكون جزءًا لا يتجزأ من الجهد الأكبر لبناء قدرات الأمة من خلال التنمية الاقتصادية، وتعزيز النسيج الاجتماعي ورفاهية الشعب وحماية سيادة سريلانكا وسلامة أراضيها. إن السياسة الخارجية لسري لانكا هي مشاركة تطلعية مع بقية العالم، بناءً على تقييم دقيق وواقعي ومعاصر للوضع السياسي والاقتصادي الثنائي والإقليمي والعالمي.

## القوات المسلحة
القوات المسلحة السريلانكية هي الجيش الموحد الشامل لجمهورية سريلانكا الديمقراطية الاشتراكية التي تضم الجيش السريلانكي والبحرية السريلانكية والقوات الجوية السريلانكية التي تأتي تحت معاينة وزارة الدفاع (سريلانكا) (وزارة الدفاع) . يتلقون الدعم العسكري من الهند والصين وباكستان وإسرائيل وروسيا. الولايات المتحدة تقدم دعما محدودا.

## أفريقيا
| بلد          | بدأت العلاقات الرسمية | ملاحظات |
| ------------ | --------------------- | --- |
| أنغولا       |                       | أنظر العلاقات الخارجية لأنجولا |
| كينيا        | 1970                  | See العلاقات السريلانكية الكينية Diplomatic relations between Sri Lanka and Kenya was established in 1970. Sri Lanka has a High Commission in Nairobi. Sri Lank's mission in Nairobi also serves Ethiopia, Tanzania, UNEP and UN-HABITAT, Rwanda, Mali and South Sudan. |
| مالاوي       |                       | See علاقات مالاوي الخارجية ‏ |
| موريشيوس     |                       | See علاقات موريشيوس الخارجية ‏ |
| موزمبيق      |                       | See علاقات موزمبيق الخارجية ‏ |
| نيجيريا      |                       | See علاقات نيجيريا الخارجية ‏ |
| سيشل         |                       | See علاقات سيشل الخارجية ‏ |
| جنوب أفريقيا |                       | See العلاقات الجنوب أفريقية السريلانكية Sri Lanka established diplomatic relations on 12 September 1994 following the end of apartheid and the election of Nelson Mandela to the new Government of South Africa of its post apartheid period.Sri Lanka is represented in South Africa through its embassy in Pretoria.The Government of South Africa established its resident diplomatic mission in Colombo in September 2007. |
| تنزانيا      |                       | See علاقات تنزانيا الخارجية ‏ |
| زامبيا       |                       | See علاقات زامبيا الخارجية ‏ |
| زيمبابوي     |                       | See علاقات زيمبابوي الخارجية ‏ |

## سريلانكا وكومنولث الأمم
كانت سريلانكا دولة عضو في كومنولث الأمم منذ عام 1948، عندما أصبحت مستقلة كدولة سيلان.
في عام 1972، أصبحت سيلان جمهورية كومنولث تحت اسم سريلانكا.
أصبح وليام جوبلاوا، آخر حاكم عام لسيلان أول رئيس لسريلانكا.
في نوفمبر 2013، استضافت سريلانكا اجتماع رؤساء حكومات الكومنولث.